# Parijs-Roubaix 1956
De 54ste editie van de wielerwedstrijd Parijs-Roubaix werd gereden op zondag 8 april 1956. De Fransman Louison Bobet won na 252 kilometer met een gemiddelde snelheid van 41,83 km/h.
80 deelnemers haalden de aankomst. Bobet haalde het in de sprint op de vélodrome de Roubaix op Alfred De Bruyne en de winnaar van het jaar voordien Jean Forestier. 

## Uitslag
| Plaats  | Naam                | Ploeg                   | Tijd     |
| ------- | ------------------- | ----------------------- | -------- |
| Winnaar | Louison Bobet       | Mercier-Hutchinson      | 6u01'26" |
| 2       | Fred De Bruyne      | Mercier-Hutchinson      | z.t.     |
| 3       | Jean Forestier      | Follis-Dunlop           | z.t.     |
| 4       | Rik Van Steenbergen | Elvé-Peugeot            | z.t.     |
| 5       | Bernard Gauthier    | Mercier-Hutchinson      | z.t.     |
| 6       | Nello Lauredi       | Helyett-Potin           | z.t.     |
| 7       | Germain Derijcke    | Faema-Guerra            | + 53"    |
| 8       | André Vlaeyen       | Elvé-Peugeot            | z.t.     |
| 9       | Jean Robic          | Essor-Leroux            | z.t.     |
| 10      | Gilbert Bauvin      | Saint-Raphaël-Geminiani | z.t.     |